# Christopher W. Grady
Christopher Watson Grady (sinh ngày 28 tháng 11 năm 1962) là một đô đốc Hải quân Hoa Kỳ hiện đang giữ chức phó chủ tịch thứ 12 của Hội đồng Tham mưu trưởng Liên quân kể từ ngày 20 tháng 12 năm 2021.
Trước đó, ông giữ chức Tư lệnh Bộ Tư lệnh Lực lượng Hạm đội Hoa Kỳ và Bộ Tư lệnh Phương Bắc Lực lượng Hải quân Hoa Kỳ từ tháng 5 năm 2018 đến tháng 12 năm 2021, với các nhiệm vụ bổ sung là tư lệnh Bộ Tư lệnh Chiến lược Lực lượng Hải quân Hoa Kỳ và Tư lệnh Thành phần Hàng hải Lực lượng Liên hợp từ tháng 2 năm 2019. Ông cũng đã từng giữ chức tư lệnh Hạm đội 6 Hoa Kỳ, tư lệnh Lực lượng Tấn công và Hỗ trợ Hải quân NATO, phó tư lệnh Lực lượng Hải quân Hoa Kỳ Châu Âu - Lực lượng Hải quân Châu Phi và Tư lệnh Thành phần Hàng hải Lực lượng Liên hợp Châu Âu từ tháng 10 năm 2016 đến tháng 3 năm 2018.
Tốt nghiệp Đại học Notre Dame năm 1984, ông được giao nhiệm vụ vào Hải quân thông qua chương trình Quân đoàn Huấn luyện Sĩ quan Dự bị Hải quân. Hiện tại, ông là sĩ quan tác chiến mặt nước phục vụ lâu nhất trong nhiệm vụ hiện tại, đã nhận được danh hiệu "Old Salt" và cúp từ Đô đốc Philip S. Davidson vào ngày 30 tháng 4 năm 2021.

## Sự nghiệp
Christopher W. Grady sinh ra tại Portsmouth, Virginia và lớn lên tại Newport. Ông tốt nghiệp Đại học Notre Dame và được phong quân hàm thiếu úy trong Hải quân Hoa Kỳ thông qua chương trình Quân đoàn huấn luyện sĩ quan dự bị Hải quân năm 1984. Ông là một sinh viên tốt nghiệp xuất sắc của Đại học Georgetown, tại đây ông đã nhận bằng Thạc sĩ Nghệ thuật về Nghiên cứu An ninh Quốc gia trong khi làm nghiên cứu viên về Đối ngoại tại Trường Ngoại giao Edmund A. Walsh. Ông cũng là một sinh viên tốt nghiệp xuất sắc của Trường Đại học Chiến tranh Quốc gia thuộc Đại học Quốc phòng và được nhận bằng Thạc sĩ Khoa học về Các vấn đề An ninh Quốc gia.

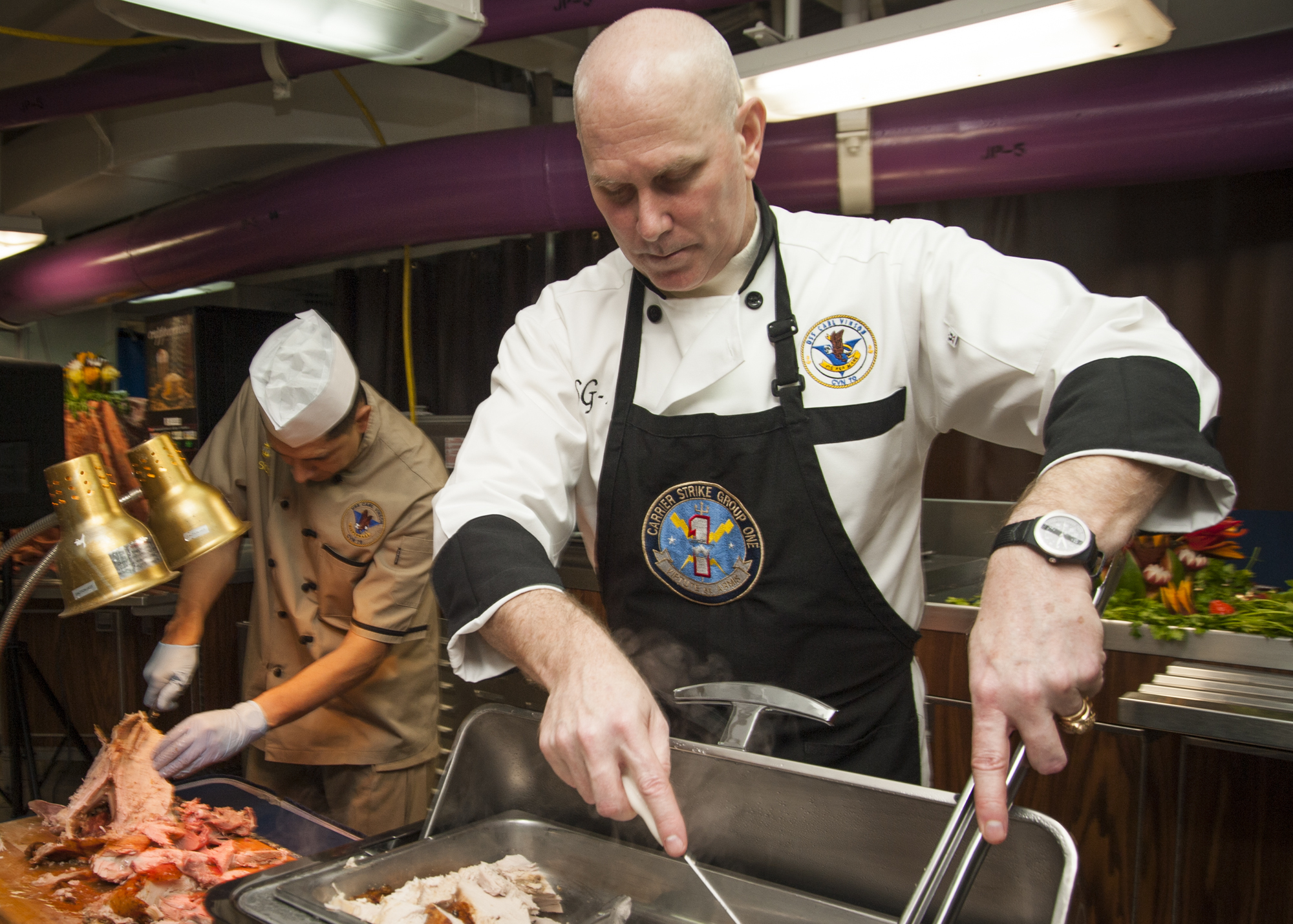
Chuẩn đô đốc Grady, với tư cách là chỉ huy Carrier Strike Group 1, đang chuẩn bị bữa tối Lễ Tạ ơn cho các thuỷ thủ trên tàu USS Carl Vinson, ngày 27 tháng 11 năm 2014.

Chuyến đi biển đầu tiên của ông là trên tàu USS Moosbrugger (DD 980), nơi ông phục vụ với tư cách là sĩ quan trung tâm thông tin chiến đấu và sĩ quan tác chiến chống tàu ngầm. Với vai trò trưởng ban, ông phục vụ với tư cách sĩ quan kiểm soát vũ khí và sĩ quan hệ thống chiến đấu trên tàu USS Princeton (CG 59). Ông từng làm sĩ quan chỉ huy trên tàu USS Chief  (MCM 14) và được triển khai đến Vịnh Ba Tư dưới quyền chỉ huy của tàu USS Ardent (MCM 12). Sau đó, ông chỉ huy tàu USS Cole (DDG 67) hoạt động như một phần của Lực lượng Hải quân Thường trực Địa Trung Hải của NATO. Tiếp đến, ông chỉ huy Phi đội Khu trục hạm 22, triển khai đến Vịnh Ba Tư với tư cách là chỉ huy chiến đấu trên biển cho Nhóm tác chiến tàu sân bay Theodore Roosevelt (TRCSG) để hỗ trợ cho Chiến dịch Tự do Bền vững và Tự do Iraq.
Với quân hàm phó đô đốc, ông chỉ huy Hạm đội 6 của Hoa Kỳ từ ngày 28 tháng 10 năm 2016  đến ngày 1 tháng 3 năm 2018, và sau đó trao lại quyền chỉ huy cho Phó đô đốc Lisa Franchetti. Vào ngày 31 tháng 10 năm 2017, Thượng viện Hoa Kỳ xác nhận bổ nhiệm ông lên cấp bậc phó đô đốc và chỉ định làm trợ lý cho Chủ tịch Hội đồng Tham mưu trưởng Liên quân.
Vào ngày 28 tháng 2 năm 2018, ông được Tổng thống Donald Trump đề cử bổ nhiệm quân hàm đô đốc với chức danh Tư lệnh Bộ Tư lệnh Lực lượng Hạm đội Hoa Kỳ, được Thượng viện phê chuẩn vào ngày 22 tháng 3 năm 2018. Ông đảm nhiệm chức chỉ huy USFFC và Bộ Tư lệnh phía Bắc Lực lượng Hải quân vào ngày 4 tháng 5 năm 2018, và chức chỉ huy Bộ Tư lệnh Chiến lược Lực lượng Hải quân (NAVSTRAT) cùng Bộ Tư lệnh Thành phần Hàng hải Lực lượng Chiến lược Hoa Kỳ (JFMCC) vào ngày 1 tháng 2 năm 2019.

### Phó Chủ tịch Hội đồng Tham mưu trưởng Liên quân

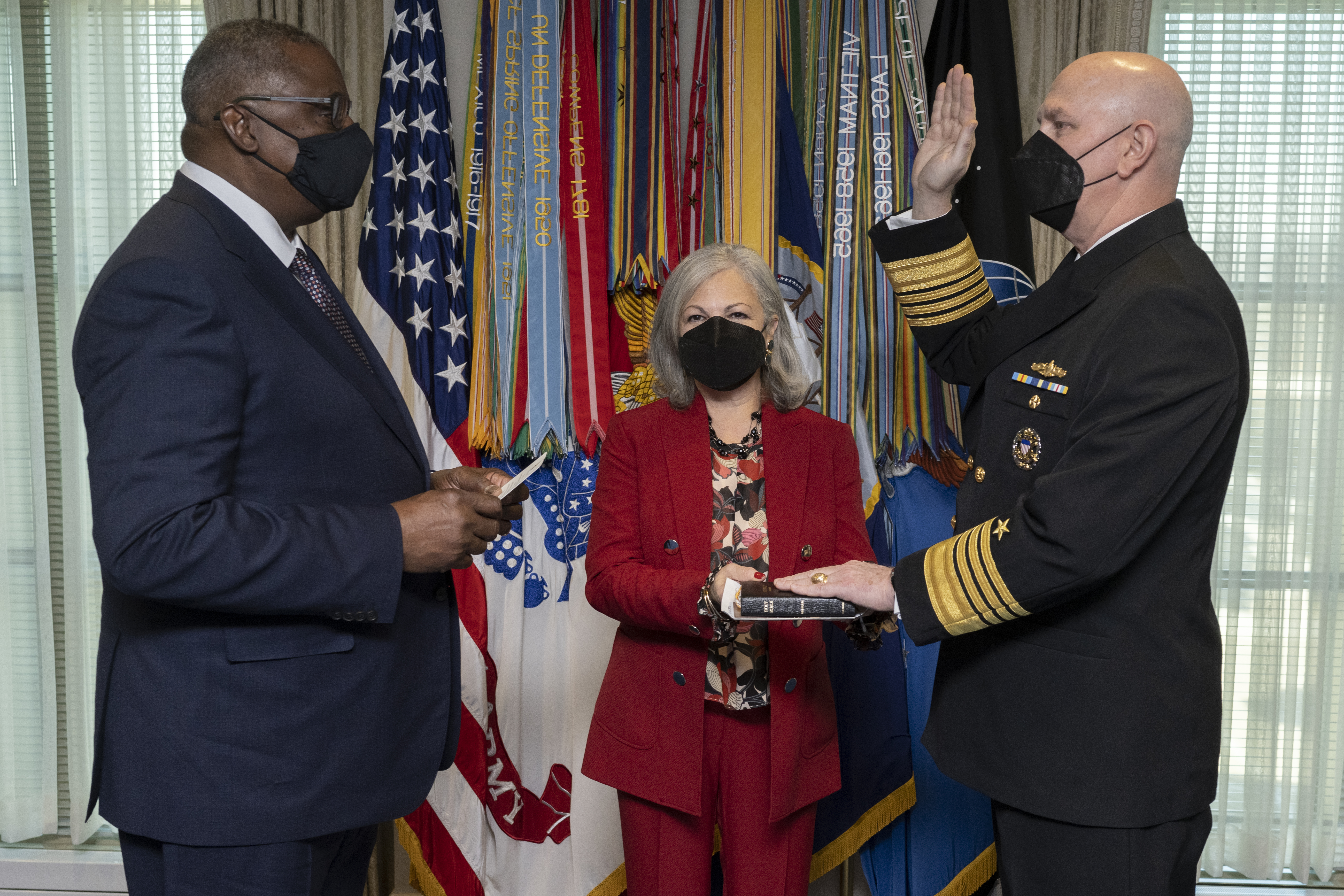
Grady được Bộ trưởng Quốc phòng Lloyd Austin tuyên thệ nhậm chức Phó chủ tịch thứ 12 của Hội đồng Tham mưu trưởng Liên quân vào ngày 20 tháng 12 năm 2021.

Vào ngày 1 tháng 11 năm 2021, ông được Tổng thống Joe Biden đề cử để kế nhiệm Đại tướng John E. Hyten sắp nghỉ hưu làm Phó chủ tịch Hội đồng Tham mưu trưởng Liên quân. Một phiên điều trần đề cử được lên lịch vào ngày 2 tháng 12 năm 2021, nhưng đã bị hoãn lại để ủng hộ các cuộc đàm phán của Thượng viện về NDAA năm 2022. Ông được phê chuẩn bổ nhiệm vào ngày 16 tháng 12 năm 2021, và sau đó tuyên thệ nhậm chức vào ngày 20 tháng 12 năm 2021.

## Đời tư
Grady kết hôn với vợ Christine vào khoảng năm 1985 và có với nhau ba người con.